# Enrico Toti
Pour les articles homonymes, voir Toti et Enrico Toti (homonymie).
Enrico Toti (Rome, 20 août 1882 – Monfalcone, 6 août 1916) est un patriote italien qui a combattu dans les rangs des Bersagliers pendant la Première Guerre mondiale. Il n'intègre pas l'armée régulière, car il n'est pas recrutable du fait de son unijambisme. Cheminot, il a perdu sa jambe lors d'un accident de travail. Malgré son handicap physique il participe à plusieurs actions militaires, et trouve la mort au cours de l'une d'elles à 33 ans. Pendant la sixième bataille de l'Isonzo (août 1916), qui a permis la conquête de Gorizia, Enrico Toti se retrouve sans défense dans une tranchée dans les alentours de Monfalcone. Il décide de sortir et alors qu'il est criblé par les balles autrichiennes, il harangue ses camarades pour les inciter à lancer l'assaut. Son geste, immortalisé en Une du journal "Domenica del Corriere” et illustré par Achille Beltrame, est devenu légendaire. La Une montre Enrico Toti debout parmi ses camarades et jetant sa béquille vers les troupes autrichiennes juste avant de mourir. Il est devenu ainsi le symbole de l'héroïsme et du sens d'abnégation du militaire italien.
Le roi Victor-Emmanuel II lui a donné la médaille d'or du courage militare et de nombreux lieux ont été rebaptisés en son honneur. De même, durant la période fasciste, une légion ferroviaire et deux sous-marins, l'un de la Marine Royale et l'autre de la Marine militaire, ont porté son nom. A Rome, sa ville natale, Enrico Toti est honoré par deux monuments : un sur la colline du Pincio, dans le parc de Villa Borghese, et un autre à la Porta Pia, où il est représenté dans le soubassement d'un monument dédié aux Bersagliers.

## Biographie

### Premières années
Enrico Toti est né et a grandi à San Giovanni, un quartier populaire de Rome. Son père, Nicola Toti, est un cheminot de Cassino et sa mère, Semira Calabresi, est originaire de Palestrina. En 1897, à l'âge de quinze ans, il embarque en tant que mousse sur le navire Ettore Fieramosca, puis sur le cuirassé Emanuele Filiberto et enfin sur le croiseur Coatit. En 1904, il est impliqué dans de nombreux combats sur la Mer Rouge contre des pirates qui infestent les eaux en face de la colonie italienne d'Érythrée. Toti est ensuite embauché en 1905 dans les Ferrovie dello Stato (Chemins de Fer de l'État) comme chauffeur.
Le 27 mars 1908, alors qu'il travaille au graissage d'une locomotive qui s'est arrêtée à la station de Colleferro pour effectuer l'attelage d'une autre locomotive et pour se ravitailler en eau, Toti glisse à cause du déplacement des deux machines. Sa jambe, coincée, est broyée par les engrenages. Il est immédiatement emmené à l'hôpital, où son membre est amputé au niveau du bassin. Toti perd ainsi son travail et se consacre ensuite à de nombreuses activités dont la réalisation de petites inventions aujourd'hui conservées à Rome, au Musée historique des Bersagliers.
En 1911, il se déplace à bicyclette avec sa seule jambe et atteint tout d'abord Paris, puis traverse la Belgique, les Pays-Bas et le Danemark avant d'arriver en Finlande, dans la région de Laponie. Puis il traverse la Russie et la Pologne avant de rentrer en Italie en juin 1912. En janvier 1913, il part de nouveau à bicyclette mais cette fois-ci vers le sud : d'Alexandrie en Égypte, il rejoint la frontière du Soudan, où son voyage est interrompu par les autorités anglaises jugeant le parcours trop dangereux. Il est alors ramené au Caire, avant de rentrer en Italie.

### La Grande Guerre

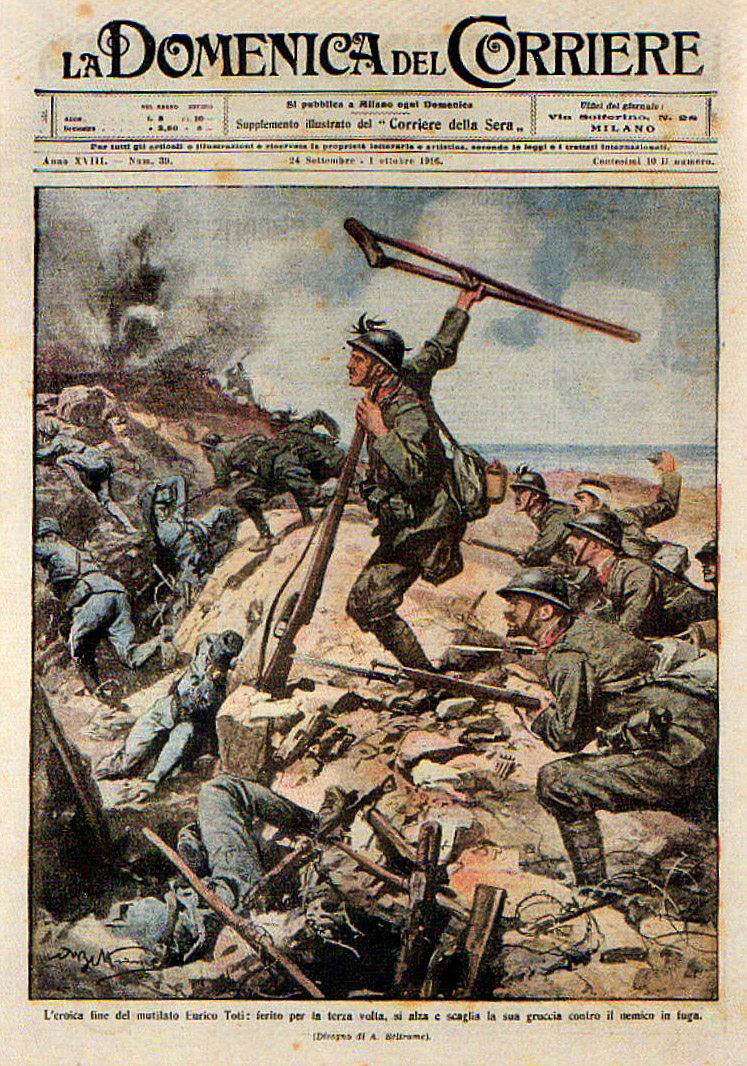

Au début de la Première Guerre mondiale, Toti présente trois demandes d'enrôlement qui sont refusées. Il décide néanmoins de prendre sa bicyclette et de rejoindre le front à Cervignano del Friuli. Là-bas, il est accueilli comme un civil volontaire et affecté aux « services non-actifs », dépourvu, donc, des étoiles militaires. Un soir pourtant, arrêté par une patrouille de carabiniers à Monfalcone, il est obligé de retourner à sa vie civile.
En janvier 1916 et grâce à l'intérêt du Duc d'Aoste, il réussit à rejoindre les ordres du Commandant Tappa di Cervignano del Friuli, toujours en tant que civil volontaire. Destiné au début à la brigade Acqui, il réussit finalement à être transféré au bataillon des Bersagliers cyclistes du troisième régiment. En avril, ces mêmes Bersagliers près de qui Toti s'est retrouvé au combat le proclament comme un des leurs et leur Commandant, le major Rezzini, lui remet le casque plumé des Bersagliers et les étoiles militaires.
En août 1916 commence la sixième bataille de l'Isonzo qui se conclut par la prise de Gorizia, une petite ville italienne. Le 6 août 1916, Enrico Toti, se lançant avec son unité à l'assaut de Quota 85 à l'est de Monfalcone, est blessé à plusieurs reprises par les coups adverses et, dans un geste héroïque, il lance sa béquille sur ses ennemis en criant « Je ne meurs pas ! », peu avant d'être fusillé à mort et d'embrasser une dernière fois la petite plume se trouvant sur son casque.
« Nous étions en train de dépasser la frontière ennemie, en plein jour et à découvert. Le 6 août 1916 vers 15 heures, nous sommes arrivés à Quota 85 (à l'extérieur de Monfalcone, avant la rivière de Lisert, à Sablici). On nous a ordonné d'avancer et Enrico était parmi les premiers à exécuter l'ordre. Il ne voulait pas se protéger. Il continuait de jeter des bombes, et pour ce faire il devait se lever du sol. C'est comme ça qu'il a été atteint d'une balle en pleine poitrine. Je pensais qu'il était mort. Je me suis baissé pour le tirer par la jambe et le mettre à l'abri, mais il se débattait en donnant des coups de pied. Soudain, il s'est relevé sur le torse et a saisi sa béquille avant de la lancer sur l'ennemi. Une balle, cette fois la dernière, l'a atteint en plein front. »
Ulderico Piferi
Toti a été décoré de la médaille d'honneur militaire à titre posthume, initiative prise par le roi Victor-Emmanuel III lui-même, mais pas en tant que militaire, car considéré comme inapte à combattre, mais plutôt parce que, grâce à lui, « le souvenir glorieux et héroïque des générations futures a été transmis ».

### Les funérailles
Le corps d'Enrico Toti est initialement transporté à Monfalcone. Le 24 mai 1922, lors du septième anniversaire de l’entrée en guerre de l’Italie, son corps est transféré à Rome, où il reçoit des funérailles solennelles. Dans le difficile climat politique et social de l'immédiat après-guerre italien, peu de temps avant la prise du pouvoir par les fascistes (le 28 octobre de la même année s’est tenue la « marche sur Rome » et le 31 octobre Mussolini devient chef du gouvernement), dans les environs de Porta San Lorenzo, des affrontements sanglants ont lieu pendant et après la cérémonie. Communistes et anarchistes d’un côté et la garde royale de l’autre s'affrontent. S'ensuit une grève générale. Les événements qui, selon un premier bilan paru dans les journaux ont provoqué un mort et vingt-cinq blessés, ont été l'objet, le lendemain, de fortes polémiques lors de la session de la Chambre des députés.

## Récompenses
Médaille d'or de la valeur militaire
« [Toti] Volontaire, même sans sa jambe gauche, après avoir rendu d'importants services dans les faits d’armes d’avril à Quota 70 (est de Selz), le 6 août, pendant le combat qui a conduit à l’occupation de Quota 85 (est de Monfalcone). Il s’est jeté hardiment sur la tranchée ennemie, en continuant à combattre avec ardeur, même s’il avait déjà été blessé deux fois. Frappé à mort par une troisième balle, il a jeté sa béquille avec une exaltation héroïque pendant qu’il embrassait les plumes de son casque, avec un stoïcisme digne de son âme hautement italienne. »
— Monfalcone, 6 août 1916.

## Hommages
En sa mémoire a été construit un monument d’airain dans les jardins du Pincio à Rome et un autre à Gorizia. Un autre monument en airain lui a été dédié à Cassino, la ville d’origine de ses parents, dans la place qui lui a été intitulée. 
À Toti ont aussi été dédiés le submersible italien Enrico Toti, qui a été lancé en 1928, et plus tard, le sous-marin Enrico Toti, qui a été lancé en 1968. 
En juin 1923 lui a été intitulée la XI Légion Ferroviaire Enrico Toti de Bari de la Milizia ferroviaire. Beaucoup de rues, dans toute l'Italie, portent son nom.